# Dunlevy, Pennsylvania
Dunlevy là một thị trấn thuộc quận Washington, tiểu bang Pennsylvania, Hoa Kỳ. Năm 2010, dân số của thị trấn này là 381 người.